# Manczuk Dauletkieriejewa
Manczuk Satybajewna Dauletkieriejewa – kazachska judoczka.
Startowała w Pucharze Świata w 1996. Brązowa medalistka mistrzostw Azji w 1995 roku.